# Michelle Rzepka
Michelle Rzepka (ur. 4 sierpnia 1983 w Dearborn) – amerykańska bobsleistka.
Podczas Igrzysk w Vancouver, w parze z Shauną Rohbock, zajęła 6. miejsce w konkurencji bobslejowych dwójek.
Podobnie jak wielu innych bobsleistów karierę sportową zaczynała od lekkoatletyki (rekord życiowy w skoku o tyczce – 4,12 w 2006).